# تپه رباط قره بیل
تپه رباط قره بیل مربوط به دوره ساسانیان است و در شهرستان جاجرم، بخش مرکزی، دهستان گلستان، ۱ کیلومتری غرب روستای رباط قره بیل واقع شده و این اثر در تاریخ ۷ اسفند ۱۳۸۶ با شمارهٔ ثبت ۲۱۳۰۵ به‌عنوان یکی از آثار ملی ایران به ثبت رسیده است.